# Equipe sérvia na Copa Billie Jean King
A equipe sérvia na Copa Billie Jean King representa a Sérvia na Copa Billie Jean King, principal competição de tênis feminina por equipes do mundo. É administrada pela Teniski Savez Srbije.

## História
Como nação independente, a Sérvia estreou em 2007. Anteriormente, jogou como:
- Equipe servo-montenegrina na Copa Billie Jean King (2004–2006);
- Equipe iugoslava na Copa Billie Jean King (até 2003);

## Última escalação
Para o Grupo I da Europa/África de 2023, em abril:
- Aleksandra Krunić
- Olga Danilović
- Lola Radivojević
- Mia Ristic
- Katarina Kozarov